# رئیس مجلس خبرگان رهبری
رئیسان مجلس خبرگان رهبری و هیئت رئیسه کنونی آن در فهرست‌های زیر آمده‌است.

## فهرست
| ر | نام           | نام                              | نگاره                           | آغاز تصدی   | پایان تصدی     | استان         | دوره           | م.          |
| - | ------------- | -------------------------------- | ------------------------------- | ----------- | -------------- | ------------- | -------------- | ----------- |
| ۱ |               | علی مشکینی (۱۳۸۶–۱۳۰۰)           |                                 | ۲۳ تیر ۱۳۶۲ | ۸ مرداد ۱۳۸۶   | تهران         | ۱ (۱۳۶۹–۱۳۶۲)  | [ ۱ ]       |
| ۱ | ۲ (۱۳۷۷–۱۳۶۹) | علی مشکینی (۱۳۸۶–۱۳۰۰)           | [ ۲ ]                           | ۲۳ تیر ۱۳۶۲ | ۸ مرداد ۱۳۸۶   | تهران         |                |             |
| ۱ | ۳ (۱۳۸۵–۱۳۷۷) | علی مشکینی (۱۳۸۶–۱۳۰۰)           | [ ۳ ]                           | ۲۳ تیر ۱۳۶۲ | ۸ مرداد ۱۳۸۶   | تهران         |                |             |
| ۱ | ۴ (۱۳۹۵–۱۳۸۵) | علی مشکینی (۱۳۸۶–۱۳۰۰)           | [ ۴ ]                           | ۲۳ تیر ۱۳۶۲ | ۸ مرداد ۱۳۸۶   | تهران         |                |             |
| ۲ | ۴ (۱۳۹۵–۱۳۸۵) |                                  | اکبر هاشمی رفسنجانی (۱۳۹۵–۱۳۱۳) |             | ۱۳ شهریور ۱۳۸۶ | ۱۷ اسفند ۱۳۸۹ | تهران          | [ ۵ ] [ ۶ ] |
| ۳ | ۴ (۱۳۹۵–۱۳۸۵) |                                  | محمدرضا مهدوی کنی (۱۳۹۳–۱۳۱۰)   |             | ۱۷ اسفند ۱۳۸۹  | ۲۹ مهر ۱۳۹۳   | تهران          | [ ۷ ] [ ۸ ] |
| ۴ | ۴ (۱۳۹۵–۱۳۸۵) |                                  | محمد یزدی (۱۳۹۹–۱۳۱۰)           |             | ۱۹ اسفند ۱۳۹۳  | ۱۳۹۵          | تهران          | [ ۹ ]       |
| ۵ |               | احمد جنتی (زادهٔ ۱۳۰۵)            |                                 | ۱۳۹۵        | ۱۴۰۳           | تهران         | ۵ (۱۴۰۳–۱۳۹۵)  | ‌            |
| ۶ |               | محمدعلی موحدی کرمانی (زادهٔ ۱۳۱۰) |                                 | ۱۴۰۳        | متصدی          | تهران         | ۶ (اکنون–۱۴۰۳) | [ ۱۱ ]      |

## هیئت رئیسه کنونی
هیئت رئیسه کنونی (دوره ششم) شامل رئیس، دو نایب‌رئیس، دو منشی و دو کارپرداز است: